# Clemence Dane
Clemence Dane, pseudonimo di Winifred Ashton (Londra, 21 febbraio 1888 – Londra, 28 marzo 1965), è stata una romanziera e drammaturga inglese.
Alcuni suoi lavori furono adattati per il cinema e la televisione; lavorò anche come sceneggiatrice, curando - tra gli altri - il film del 1945 Intermezzo matrimoniale (Perfect Strangers), che vinse un Oscar. Tra le sue principali opere si ricordano, a livello di teatro, A Bill of Divorcement e, come narrativa, Wild December, The World is Feminine, He Brings Great News.

## Filmografia
- A Bill of Divorcement, regia di Denison Clift - lavoro teatrale (1922)
- Febbre di vivere (A Bill of Divorcement), regia di George Cukor (1932)
- Gentiluomo dilettante - Il nuovo Robin Hood (The Amateur Gentleman), regia di Thornton Freeland - adattamento e dialoghi (1936)
- Intermezzo matrimoniale (Perfect Strangers), regia di Alexander Korda (1945)